# أمريكان فورك
أمريكان فورك (يوتا) (بالإنجليزية: American Fork, Utah)‏ هي مدينة تقع في الولايات المتحدة في مقاطعة يوتا، يوتا. يقدر عدد سكانها بـ 27,147 نسمة ومساحتها 23.9 كم2 وترتفع عن سطح البحر 1,404 متر.

## التركيبة السكانية
حدّد مكتب تعداد الولايات المتحدة بيانات التركيبة السكانية لأمريكان فورك في تعداد الولايات المتحدة. في ما يلي، التركيبة السكانية حسب تعدادي 2000 و2010.

### تعداد عام 2000
بلغ عدد سكان أمريكان فورك 21,941 نسمة بحسب تعداد عام 2000، وبلغ عدد الأسر 5,934 أسرة وعدد العائلات 5,111 عائلة مقيمة في المدينة. في حين سجلت الكثافة السكانية 759.2 نسمة لكل كيلومتر مربع (1,966.3/ميل2). وبلغ عدد الوحدات السكنية 6,108 وحدة بمتوسط كثافة قدره 211.3 لكل كيلومتر مربع (547.3/ميل2).
وتوزع التركيب العرقي للمدينة بنسبة 95.24% من البيض و0.16% من الأمريكيين الأفارقة و0.42% من الأمريكيين الأصليين و0.65% من الأمريكيين ذوي الأصول الآسيوية و0.24% من سكان جزر المحيط الهادئ و1.93% من الأعراق الأخرى و1.36% من عرقين مختلطين أو أكثر و4.61% من الهسبانيون أو اللاتينيون من أي عرق.
بلغ عدد الأسر 5,934 أسرة كانت نسبة 57.4% منها لديها أطفال تحت سن الثامنة عشر تعيش معهم، وبلغت نسبة الأزواج القاطنين مع بعضهم البعض 75.2% من أصل المجموع الكلي للأسر، ونسبة 8.4% من الأسر كان لديها معيلات من الإناث دون وجود شريك، بينما كانت نسبة 2.5% من الأسر لديها معيلون من الذكور دون وجود شريكة وكانت نسبة 13.9% من غير العائلات. تألفت نسبة 11.7% من أصل جميع الأسر من عدة أفراد يعيشون في نفس المنزل ونسبة 5.9% كانت تتألف من شخص يعيش بمفرده يبلغ من العمر 65 عاماً أو أكثر. وبلغ متوسط حجم الأسرة المعيشية 3.64، أما متوسط حجم العائلات فبلغ 3.98.
بلغ العمر الوسطي للسكان 24.9 عاماً. وكانت نسبة 38.3% من القاطنين تحت سن الثامنة عشر، وكانت نسبة 11.8% بين الثامنة عشر والرابعة والعشرين عاماً، ونسبة 27% كانت واقعةً في الفئة العمرية ما بين الخامسة والعشرين والرابعة والأربعين عاماً، ونسبة 14% كانت ما بين الخامسة والأربعين والرابعة والستين، ونسبة 7.3% كانت ضمن فئة الخامسة والستين عاماً فما فوق. يوجد لكل 100 أنثى 100.3 ذكر، ويوجد لكل 100 أنثى في الثامنة عشر من عمرها فما فوق 96.3 ذكر.
بلغ متوسط دخل الأسرة في المدينة 51,955 دولارًا، أما متوسط دخل العائلة فبلغ 55,118 دولارًا. وكان متوسط دخل الذكور 41,682 دولارًا مقابل 24,073 دولارًا للإناث. وسجل دخل الفرد الخاص بالمدينة 16,293 دولارًا. وكانت نسبة 3.2% من العائلات ونسبة 4% من السكان تحت خط الفقر، وكان من هؤلاء نسبة 5% تحت سن الثامنة عشر ونسبة 5.8% في الخامسة والستين من العمر وما فوق.

### تعداد عام 2010
بلغ عدد سكان أمريكان فورك 26,263 نسمة بحسب تعداد عام 2010، وبلغ عدد الأسر 7,274 أسرة وعدد العائلات 6,097 عائلة مقيمة في المدينة. في حين سجلت الكثافة السكانية 908.8 نسمة لكل كيلومتر مربع (2,353.8/ميل2). وبلغ عدد الوحدات السكنية 7,598 وحدة بمتوسط كثافة قدره 262.9 لكل كيلومتر مربع (680.9/ميل2).
وتوزع التركيب العرقي للمدينة بنسبة 92.65% من البيض و0.36% من الأمريكيين الأفارقة و0.53% من الأمريكيين الأصليين و0.86% من الأمريكيين ذوي الأصول الآسيوية و0.46% من سكان جزر المحيط الهادئ و2.78% من الأعراق الأخرى و2.37% من عرقين مختلطين أو أكثر و7.39% من الهسبانيون أو اللاتينيون من أي عرق.
بلغ عدد الأسر 7,274 أسرة كانت نسبة 53.4% منها لديها أطفال تحت سن الثامنة عشر تعيش معهم، وبلغت نسبة الأزواج القاطنين مع بعضهم البعض 71% من أصل المجموع الكلي للأسر، ونسبة 9.5% من الأسر كان لديها معيلات من الإناث دون وجود شريك، بينما كانت نسبة 3.4% من الأسر لديها معيلون من الذكور دون وجود شريكة وكانت نسبة 16.2% من غير العائلات. تألفت نسبة 13.6% من أصل جميع الأسر من عدة أفراد يعيشون في نفس المنزل ونسبة 6.5% كانت تتألف من شخص يعيش بمفرده يبلغ من العمر 65 عاماً أو أكثر. وبلغ متوسط حجم الأسرة المعيشية 3.57، أما متوسط حجم العائلات فبلغ 3.95.
بلغ العمر الوسطي للسكان 27.6 عاماً. وكانت نسبة 37.7% من القاطنين تحت سن الثامنة عشر، وكانت نسبة 8.7% بين الثامنة عشر والرابعة والعشرين عاماً، ونسبة 27.2% كانت واقعةً في الفئة العمرية ما بين الخامسة والعشرين والرابعة والأربعين عاماً، ونسبة 17.7% كانت ما بين الخامسة والأربعين والرابعة والستين، ونسبة 8.7% كانت ضمن فئة الخامسة والستين عاماً فما فوق. وتوزع التركيب الجنسي للسكان بنسبة 50.1% ذكور و49.9% إناث.

## أعلام
- واين سيرمون
- غاري ريتشارد هيربرت
- واين س. بوث
- تيرينس براون
- جورج دورانت